# 朗格勒高原
朗格勒高原（法語：Plateau de Langres，法語發音：[plato də lɑ̃ɡʁ]）是法国大東部大區与勃艮第-弗朗什-孔泰大区之间的一个高原。塞纳河、马恩河、奧布河和默兹河皆发源于此。